# Dasypogon bigoti
Dasypogon bigoti là một loài ruồi trong họ Asilidae. Dasypogon bigoti được Bellardi miêu tả năm 1861.